# Grigori Krávchenko
Grigori Panteleyevich Krávchenko (en ucraniano: Григо́рій Кра́вченко Пантелі́йович, romanizado: Hryhoriy Panteliyovych Kravchenko; Golubovka, 12 de octubre de 1912 - cerca de Siniavino, 23 de febrero de 1943) fue un aviador militar y piloto de pruebas soviético que se convirtió en as de la aviación y dos veces Héroe de la Unión Soviética en Asia antes del inicio de la invasión alemana de la Unión Soviética. Murió en combate durante la Segunda Guerra Mundial cerca de Leningrado, en el momento de su muerte era teniente general y estaba al mando de la 215.ª División de Aviación de Cazas.

## Biografía

### Infancia y juventud
Grigori Krávchenko nació en 1912 en el seno de una familia de campesinos ucranianos, en la pequeña localidad rural de Golubovka en la gobernación de Yekaterinoslav —en lo que entonces era parte del Imperio ruso, actualmente situada en el óblast de Dnipropetrovsk en Ucrania—. En 1914, su familia se mudó a Pakomovka (ubicada en la actual Kazajistán), donde vivieron hasta 1920; luego se trasladaron a Zverinogolovskoye, en el Óblast de Kurgán. Donde, en 1930, completó su séptimo grado en la escuela local, después asistió al Colegio de Administración de Tierras de Moscú hasta 1931; se afilio al Partido Comunista ese mismo año.
En mayo de 1931, después de ingresar en el Ejército Rojo, se graduó de la Escuela de Pilotos de Aviación Militar de Kacha. Luego trabajó como instructor de vuelo en la escuela y entrenó a siete cadetes hasta que fue transferido, en marzo de 1933, al 118.º Escuadrón de Aviación de Cazas. En julio de 1943 comenzó a trabajar en el Instituto de Investigación de la Fuerza Aérea Estatal como piloto de pruebas, donde voló con un escuadrón que realizaba pruebas con cazas Polikárpov I-5, I-14, I-15 e I-16. Después de regresar de China en noviembre de 1939, continuó haciendo vuelos de prueba, volando en el I-16, I-153 y DI-6 hasta que partió para su despliegue en Mongolia en la primavera de 1939.

### Segunda guerra sino-japonesa
En marzo de 1938 fue enviado a China como comandante de vuelo en un escuadrón de voluntarios soviéticos para ayudar en la defensa de China contra los ataques de la aviación japonesa. En agosto de ese mismo año, cuando fue llamado del frente, había alcanzado el puesto de comandante de escuadrón, realizado 78 salidas de combate en un caza Polikarpov I-16 y obtenido al menos cuatro victorias aéreas confirmadas, aunque algunas fuentes le atribuyen seis victorias durante el conflicto.
El 22 de febrero de 1939 se le otorgó el título de Héroe de la Unión Soviética por sus acciones en el conflicto, aunque los periódicos no mencionaron su papel en la guerra y simplemente lo describieron como un héroe ya que la participación de la Unión Soviética en el conflicto se mantuvo como un secreto militar.

### Batalla de Jaljin Gol
A su llegada a Mongolia. el 2 de junio de 1939, con un grupo de pilotos soviéticos, Kravchenko fue destinado al 22.º Regimiento de Aviación de Cazas como asesor. El 27 de junio participó en una intensa batalla aérea contra más de 100 aviones japoneses que se dirigían a bombardear aeródromos soviéticos. Seleccionó un bombardero ligero Mitsubishi Ki-15 y lo siguió durante tanto tiempo que se quedó sin combustible y se vio obligado a aterrizar de panza. No lo derribó, pero sobrevivió a la terrible experiencia y después de dos días fue encontrado por el Ejército Rojo y regresó a su unidad, que había creído erróneamente que había muerto en acción y ya envió un telegrama a Moscú sobre su supuesta «muerte». Menos de un mes después fue nombrado comandante del 22.º Regimiento después de que el comandante anterior resultara gravemente herido.
El 29 de agosto de 1939, poco antes del final de la batalla, recibió su segundo título de Héroe de la Unión Soviética; él y también piloto, Serguéi Gritsevéts, fueron las primeras personas en recibir el título dos veces. Solo unos días antes de recibir el título, anotó su último derribo, elevando su cuenta a cuatro victorias en solitario y tres compartidas. En total, realizó 78 misiones de combate, antes de ser llamado del frente el 11 de septiembre, cuando él y otros pilotos que también había recibido el título de Héroe de la Unión Soviética por sus acciones en la batalla de Jaljin Gol despegaron de Mongolia a Moscú. En el camino se detuvieron en Ulán Bator, la capital de la República Popular de Mongolia, donde fueron recibidos por el presidente Horloogiyn Choybalsan.

### Guerra de Invierno
En octubre de 1939 fue nombrado jefe de la Dirección de Entrenamiento de Combate de Aviación de Cazas y en diciembre fue nombrado comandante de una Brigada de Aviación Especial con base en Estonia; desde allí lanzarían ataques contra Finlandia.

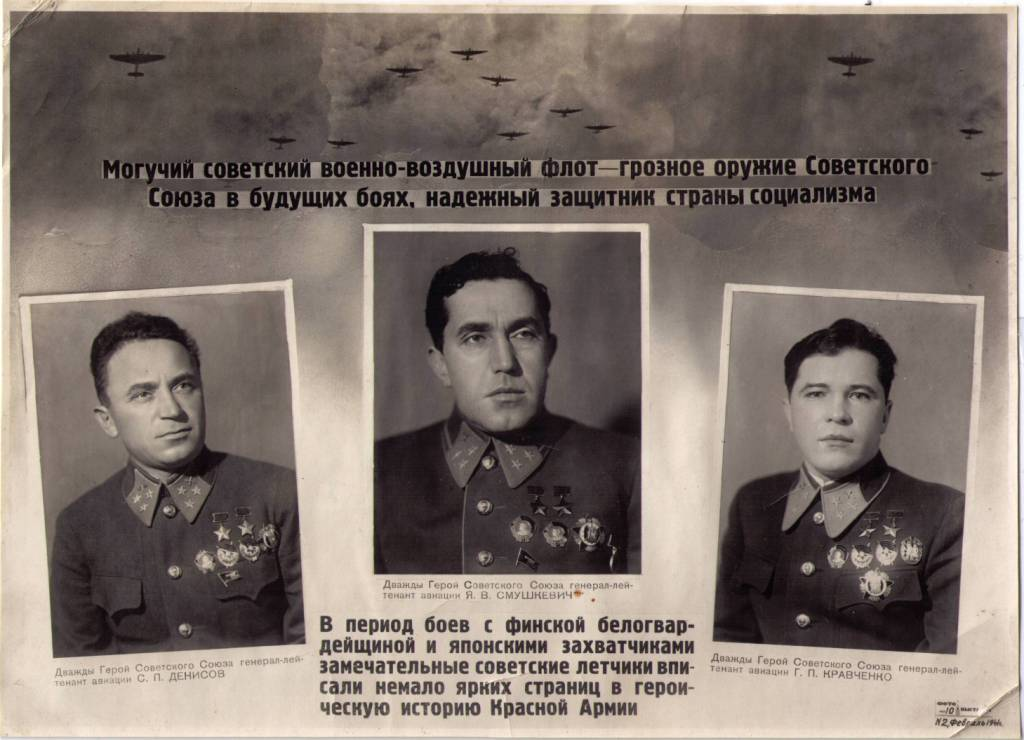
Tarjeta postal soviética de principios de 1940 con los generales Serguéi Denísov, Yákov Smushkévich y Grigori Krávchenko.

De abril a junio de 1940 estuvo a cargo de la división de inspección de vuelo de la Fuerza Aérea Soviética, luego fue nombrado comandante del sector de aviación del Distrito Militar del Báltico. Para principios de ese mismo año había sido ascendido al rango de teniente general. En marzo de 1941, después de graduarse de la Academia Militar de Estado Mayor de las Fuerzas Armadas de la URSS, fue nombrado comandante de la 64.ª División de Aviación, pero abandonó su puesto en abril para regresar a la academia militar. No pudo concluir sus estudios debido al inicio de la invasión alemana de la Unión Soviética en junio de 1941.

### Segunda Guerra Mundial
Tras la invasión alemana de la Unión Soviética, asumió el mando de la 11.ª División de Aviación Mixta. En noviembre fue ascendido a comandante del 3.er Ejército de la Fuerza Aérea. En la primavera de 1942 se desempeñó como comandante del 8.º Grupo de Ataque. Desde entonces hasta su muerte estuvo al mando de la 215.ª División de Aviación de Cazas. A pesar de su alto rango, participó activamente en duras batallas aéreas sobre los cielos de Smolensk, Briansk, Orel y Leningrado.
El 23 de febrero de 1943 murió en combate después de una misión en un La-5 cerca de Leningrado. Había entrado en combate cerrado (dogfight) al haber sido atraído por un solo Bf 110 que atacaba a las tropas soviéticas en tierra, mientras un grupo de cazas se escondía entre las nubes cerca de él; cuando persiguió al Bf 110, los otros cazas lo atacaron y lo derribaron. Después de saltar de su avión accidentado, su paracaídas no se abrió; sobrevivió al aterrizaje y fue rescatado por tropas soviéticas en tierra, pero estaba inconsciente y murió solo una hora y media después. Sus cenizas fueron enterradas en la Necrópolis de la Muralla del Kremlin.

## Condecoraciones

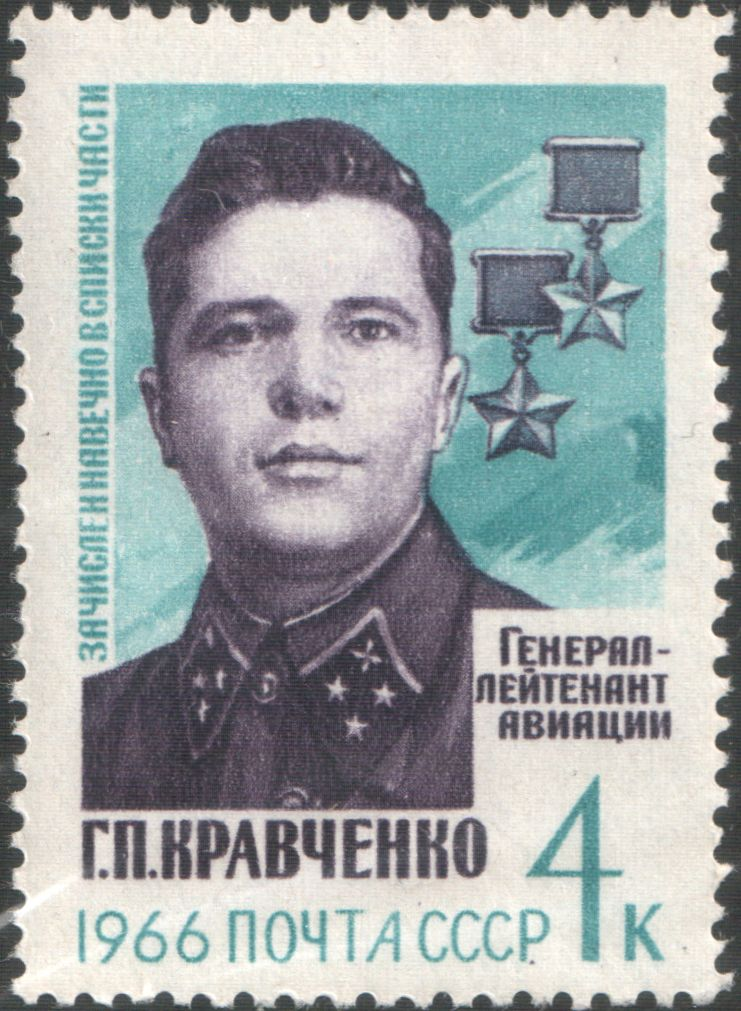
Sello de correos soviético de 1966 en honor a Grigori Krávchenko de la serie «Héroes de la Segunda Guerra Mundial».

A lo largo de su carrera militar Grigori Krávchenko recibió las siguientes condecoraciones:
|  | Héroe de la Unión Soviética, dos veces (22 de febrero de 1939 y 29 de agosto de 1939) |
|  | Orden de Lenin (22 de febrero de 1939)                                                |
|  | Orden de la Bandera Roja, dos veces (14 de noviembre de 1938 y 19 de enero de 1940)   |
|  | Orden de la Guerra Patria de 2.do grado (22 de febrero de 1943)                       |
|  | Orden de la Bandera Roja del Trabajo (25 de mayo de 1936)                             |
|  | Orden de la Bandera Roja (Mongolia; 10 de agosto de 1939)                             |
|  | Orden de la Insignia de Honor                                                         |

## Memoria
- Una placa conmemorativa en Moscú en la Avenida de Lenin, n.º 21[13]